# 臺港澳地區
臺港澳地區（英語：Taiwan, Hong Kong and Macao regions of China），也稱為港澳臺地區（Hong Kong, Macao and Taiwan regions of China），是中華人民共和國對於其擁有的兩個特別行政區——香港及澳門、以及存有主權聲索但實際由中華民國政府（台灣當局）統治下的台灣地區的合稱，也被稱為臺港澳三地。這三個地區的常住居民，稱為港澳台同胞或港澳台居民，被中華人民共和國政府視作廣義中國國民的一部分。這三個地區都適用一國兩制，與中國內地有明顯不同，在中華人民共和國法律中有特別地位。

## 概論
清朝末年由于国力衰弱与战争失利而被迫签订不平等条约将这三地割让于外国：《中葡和好通商条约》将澳门割让予葡萄牙为殖民地，《南京条约》将香港割让予英國为殖民地，《马关条约》将台灣割让予日本为殖民地。在1945年，第二次世界大戰結束時，國民政府从战败的大日本帝国接收台灣。
1949年中華民國在第二次國共內戰中溃败，導致中華民國政府撤退至台灣，中華人民共和國政府在北京成立，兩政府互不承认，各自主張對全中國的主權，形成台灣海峡兩岸事實分治的局面。因為香港與澳門皆不屬於雙方治理之下，而两岸均对港澳有主权声索，這兩個地區成為海峽兩岸間的緩衝地帶，雙方在此交流。1997年香港回歸中華人民共和國，1999年澳門回歸中華人民共和國，以「一國兩制」在這兩個地區成立特別行政區。
習近平自2012年出任中共中央總書記執政期間，在法律上對臺港澳地區給與特別待遇。在中華人民共和國商務部設立台港澳司，在各地方政府中也分別設立台港澳辦公室。中國高校對於港澳台居民與海外華僑提供獨立招生管道，北京中醫藥大學也設立台港澳中醫學部，專門提供這三地學生就讀。

## 歷史
2003年，中華人民共和國國務院成立商務部，其下設有台港澳司，統一管理對於台港澳地區的貿易與投資。
2018年，中共中央提出機構改革方案。中華人民共和國國務院通過《港澳台居民居住证申领发放办法》，以港澳台居民居住证來管理港澳台居民。山東省和寧夏省組建中共山東省委台港澳辦、中共寧夏回族自治區黨委港澳台工作辦公室，福建省建立福建省人民政府台港澳事務辦公室。2023年，因應中國福建示範區的建立，福建省台港澳辦拆分成福建省台辦與福建省港澳辦兩個單位。
2023年，十四屆全國人大常委會通過《中華人民共和國愛國主義教育法》，除了中國內地居民，台港澳地區居民也一體適用。